# لی هاوارد
لی هاوارد (انگلیسی: Leigh Howard؛ زادهٔ ۱۸ اکتبر ۱۹۸۹) دوچرخه‌سوار اهل استرالیا است.
از باشگاه‌هایی که در آن رکاب زده‌است می‌توان به تیم اوریکا–اسکات، آی‌ای‌ام سایکلینگ، اچ‌تی‌سی-هایرود، و آکوا بلو اسپورت اشاره کرد.
وی در مسابقات کشوری و بین‌المللی در مجموع برندهٔ ۴ مدال طلا، ۴ مدال نقره، ۱ مدال برنز شده‌است.